# Académie des sciences, arts et belles-lettres de Caen
Pour les articles homonymes, voir Académie de Caen.
L’Académie des sciences, arts et belles-lettres de Caen est une société savante fondée en 1652 par Jacques Moisant de Brieux. C’est la première académie littéraire en France après l’Académie française.
Elle a compté Samuel Bochart, Pierre-Daniel Huet, Jean Regnault de Segrais et Garaby de la Luzerne parmi les premiers de ses membres. Elle créera ensuite, en 1662, quatre ans avant la fondation de l’Académie des sciences de Paris, la première Académie de Physique de France.

## Histoire
L’Académie des Sciences, Arts et Belles-Lettres de Caen a une histoire multiséculaire. En effet, l’Académie des Belles-Lettres de Caen a été fondée en 1652 par Jacques Moisant de Brieux. Elle est la première académie provinciale fondée seulement 17 ans après l’Académie française. Ses lettres patentes données par Louis XIV furent enregistrées au Parlement de Rouen, ainsi que ses statuts, le 17 février 1705. Ces lettres donnaient une reconnaissance officielle aux « assemblées des personnes savantes » qui se réunissaient chez le « sieur Foucault » [Nicolas-Joseph Foucault, intendant de la généralité de Caen de 1689 à 1706]. Après un sommeil de 1714 à 1731, l’Académie fut restaurée le 11 janvier 1731 par Mgr Paul d'Albert de Luynes, évêque de Bayeux, et prit alors pour devise « Renaître pour ne plus périr ». La qualité de ses membres et la renommée de leurs travaux mérita à l’Académie le surnom d’« Athènes normande ». Par la suite, seuls les évènements graves sur le plan national interrompirent ses travaux. La Convention supprima « toutes les Académies et Sociétés littéraires patentées […] » par le décret du 8 août 1793. En 1800, le préfet Charles Dugua, qui avait participé à l’expédition d’Égypte, la restaura, créant un « Lycée » ayant pour noyau les anciens membres (11 sur 36), qui en 1802, reprit son nom originel d’Académie, auquel les Arts et les Sciences furent adjoints. Durant la Seconde Guerre mondiale, seuls la bataille de Caen et les combats de la Libération suspendirent ses activités. L’Académie a donc une histoire longue ; ses membres se sont illustrés dans les sciences, les arts et les lettres, et ont souvent été des pionniers dans leur domaine de compétence.
Les travaux de ses séances sont publiés dans les Mémoires depuis 1811.
Par les travaux de ses membres, les résultats de leurs recherches, l’Académie a aussi un rôle social, reconnu officiellement depuis le décret du 10 août 1853 pris par Napoléon III.
Aujourd’hui, l’Académie des Sciences Arts et Belles-Lettres de Caen, dont les statuts ont été refondus en 1999, siège à nouveau à l’hôtel d’Escoville, domicile de Moisant de Brieux, lieu de ses premières réunions. Elle compte 45 membres titulaires et 72 correspondants. Ses membres appartiennent à toutes les disciplines intellectuelles, forment une véritable « Compagnie », et pénétrés de l’esprit de leur fondateur se réunissent très régulièrement pour débattre de tous les sujets qui concernent non seulement les sciences, les arts et les belles-lettres, mais aussi tous ceux que les héritiers de « l’honnête homme » du XVIIe s’approprient au XXIe siècle pour leur donner sens.
Fidèle à l’esprit de ses fondateurs, l’Académie est aujourd’hui encore une assemblée de personnes cultivées, hommes et femmes venant d’horizons intellectuels et de formations professionnelles forts différents qui partagent la même démarche de recherche, de débat, d’échanges de vues sur tous les sujets touchant non seulement aux arts, aux sciences et aux belles-lettres, mais aussi à toutes les disciplines auxquelles leurs contemporains du XXIe siècle peuvent s’intéresser. Les académiciens font leur l’idée du progrès, sont pénétrés de l’esprit de tolérance, pratiquent l’écoute bienveillante des points de vue divers. L’Académie est donc un lieu privilégié de rencontre, de stimulation intellectuelle, de participation à l’élaboration des savoirs de demain. Elle se veut également un creuset d’idées donnant sens à notre civilisation prise dans le tourbillon de l’urgence et aussi en quête de sens, creuset dans lequel chacun pourrait puiser et alimenter sa réflexion. 
Les académiciens sont également pénétrés de la nécessité de faire partager leur savoir. Depuis 1811, la publication annuelle des Mémoires fait connaître le texte des conférences données dans les séances privées qui portent sur des sujets n’ayant jamais été traités. Dans leurs numéros hors-série, ils s’attachent à démontrer toute la part que la Normandie a prise et prend dans l’élaboration des savoirs, dans la création artistique, dans la mise au point et la diffusion des techniques. Dans leurs séances publiques, ouvertes gratuitement à tous à Caen ou à Deauville, ils font partager à un plus grand nombre de personnes un point de vue sur un sujet ayant souvent trait à l’actualité et permettant un échange fructueux avec les auditeurs à la fin de la conférence. 
Enfin, les académiciens sont présents auprès des plus jeunes. Par les ateliers de « La parole à l’école » menée en Primaire et au collège, ils leur font découvrir que seul, l’homme peut canaliser ses émotions par le langage et l’expression dans une langue de mieux en mieux maîtrisée. Ainsi, cet idéal des humanistes du XVIe siècle contribue encore aujourd’hui à former les hommes et les femmes de demain.

## Principales dates de l'histoire de l'Académie de Caen
- 1652 : des réunions littéraires constituant le noyau de la future académie, se tiennent autour de Moisant de Brieux à l'hôtel du Grand Cheval, ou d'Escoville, place Saint-Pierre à Caen. Ces réunions durent jusque vers 1701, sous la direction de Jean Regnault de Segrais.
- 1662 : premières réunions de l'Académie de physique de Caen autour d'André Graindorge et Daniel Huet.
- 1667 : des statuts sont accordés à l'Académie de physique, qui se disperse pourtant en 1676.
- 1705 : lettres patentes de Louis XIV établissant officiellement l'Académie royale des belles lettres de Caen, qui retombe en sommeil vers 1714.
- 1731 : Monseigneur de Luynes devient protecteur de l'académie.
- 1753 : l'académie reprend ses séances à l'hôtel du Grand Cheval, sous la direction de l'intendant Fontette.
- 1754 : publication du premier tome des Mémoires de l'académie.
- 1793 : la Convention supprime les académies.
- 1800 : le préfet Dugua ressuscite l'académie sous le nom de « Lycée ».
- 1802 : l'académie prend son titre définitif d'Académie des sciences arts et belles-lettres de Caen. Elle n'a pas interrompu son activité depuis lors.
- 1811 : reprise de la publication des mémoires.
- 1853 : l'académie est reconnue d'utilité publique par le décret impérial du 10 août.
- 1874 : l'académie se donne les statuts qui resteront en vigueur jusqu'en 1999.
- 1955 : l'académie tient une séance publique solennelle à l'occasion du quatrième centenaire de Malherbe.
- 1970 : l'académie fixe de nouveau son siège à l'hôtel d'Escoville acquis par son fondateur Moisant de Brieux.

## Lieux de réunion
- 1652-1675 : hôtel d'Escoville

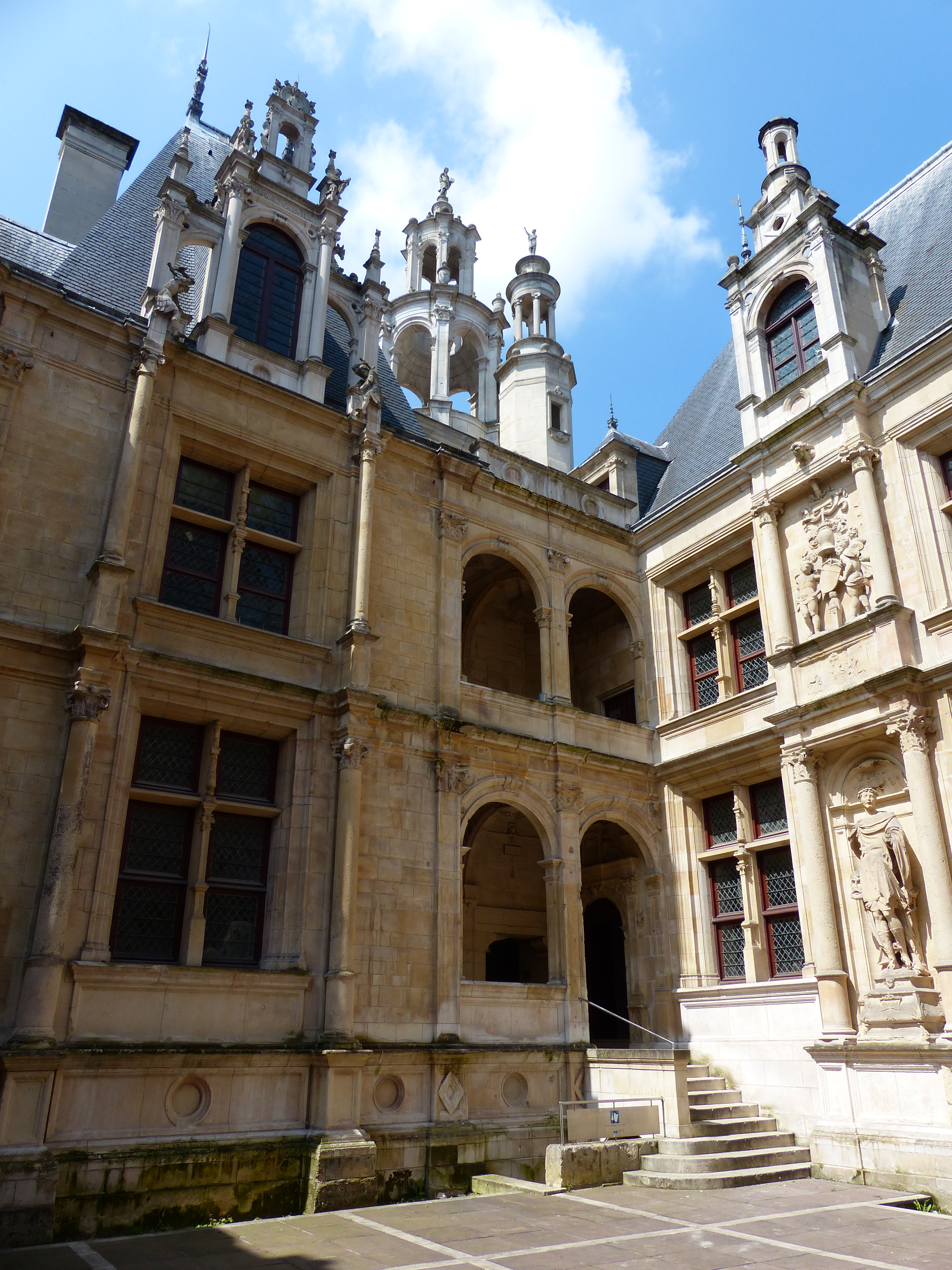
L'hôtel d'Escoville.

- 1675-1701 : hôtel de Regnault de Segrais (rue de l'Engannerie)
- 1705-1714 : hôtel de Jean-Claude de Croisilles
- 1731-1753 : palais des évêques de Bayeux (dans le quartier Saint-Jean)
- 1753-1792 : hôtel d'Escoville
- Préfecture
- Pavillon des sociétés savantes
- Siège actuel : hôtel d'Escoville

## Membres illustres de l'Académie de Caen
André-Marie Ampère - Robert Angot de l'Éperonnière - Pierre Beljambe - Samuel Bochart - Jean-Jacques Boisard - Nicolas Brémontier - Adolphe Brongniart - Jacques de Callières - Pierre Chaunu - François Coppée - Guillaume-Martin Couture - J. Hector St John de Crèvecoeur - Jean-Claude de Croisilles - Pierre Daru - Paul Deschanel - René-Nicolas Dufriche Desgenettes - Jules Dumont d'Urville - Pierre Samuel du Pont de Nemours - Léonce Élie de Beaumont - Charles-Michel de L'Épée - Octave Feuillet - Camille Flammarion - Augustin Fresnel - Antoine Galland - Antoine Garaby de la Luzerne - Henri Joseph Eugène Gouraud - Georges Goyau - André Graindorge - Émile Guépratte - Martial de Guernon-Ranville - Émile Guimet - François Guizot - Jean-Baptiste Haillet de Couronne - Claude-Adrien Helvétius - Gilles Henry - Célestin Hippeau - François Honorat de Beauvilliers - Pierre-Daniel Huet - Charles Joret - Gervais de La Rue - Jean de La Varende - Bernard Germain de Lacépède - Alphonse de Lamartine - Pierre-Simon de Laplace - Jacques-Louis Le Noir - Théodore-Éloi Lebreton -  Marie-Josèphe Le Cacheux - Chrétien-Siméon Le Prévost d'Iray - Guillaume-François Le Trosne - Urbain Le Verrier - François Magendie - Henry de Magneville - Étienne-Jules Marey - Louis Mexandeau - Lucien Musset - Pierre-Joseph Odolant-Desnos - Outhier - Henri Poincaré - Charles-Gabriel Porée - François-Joseph Quesnot - Jean Regnault de Segrais - Jean II Restout - Louis Rustaing de Saint-Jory - Henri François Anne de Roussel - Jean-Henry Roussel de la Bérardière - René-Norbert Sauvage - Léopold Sédar Senghor - Charles-Timoléon de Beauxoncles, sieur de Sigogne - Jules Simon - Alexis de Tocqueville - Raymond Triboulet - Jacques-Christophe Valmont de Bomare - Antoine Yart